# 1293 Sonja
1293 Sonja, ou sua designação alternativa 1933 SO, é um asteroide cruzador de Marte. Ele possui uma magnitude absoluta de 13,6 e tem um diâmetro com cerca de 7,80 quilômetros.

## Descoberta
1293 Sonja foi descoberto no dia 26 de setembro de 1933 pelo astrônomo belga Eugène Joseph Delporte através do observatório de Uccle (Bélgica).

## Características orbitais
A órbita de 1293 Sonja tem uma excentricidade de 0,2741557 e possui um semieixo maior de 2,2288906 UA. O seu periélio leva o mesmo a uma distância de 1,6178277 UA em relação ao Sol e seu afélio a 2,840 UA.